# Karin Säterkvist
Karin Säterkvist (* 9. August 1972 in Falun) ist eine ehemalige schwedische Skilangläuferin.

## Werdegang
Säterkvist, die für den Kvarnsvedens IF startete, hatte ihren ersten internationalen Erfolg bei den Nordischen Junioren-Skiweltmeisterschaften 1992 in Vuokatti. Dort holte sie über 5 km klassisch und mit der Staffel jeweils die Bronzemedaille. Ihr Debüt im Weltcup hatte sie bei den Olympischen Winterspielen 1992 in Albertville. Dort belegte sie den 34. Platz über 5 km klassisch, den 30. Rang in der Verfolgung und den siebten Platz mit der Staffel. Ihre besten Platzierungen bei den Nordischen Skiweltmeisterschaften 1997 in Trondheim waren der 32. Platz in der Verfolgung und der neunte Rang mit der Staffel. Im März 1997 holte sie in Falun mit dem 27. Platz über 5 km Freistil ihre einzigen Weltcuppunkte. Ihre besten Resultate bei den Olympischen Winterspielen im Februar 1998 in Nagano waren der 25. Platz über 15 km klassisch und der achte Rang mit der Staffel. Ihr 17. und damit letztes Weltcupeinzelrennen absolvierte sie im März 1999 in Falun, das sie auf dem 33. Platz über 15 km klassisch beendete. Bei schwedischen Meisterschaften siegte sie 1996, 1997 und 1998 mit der Staffel von Kvarnsvedens.

## Teilnahmen an Weltmeisterschaften und Olympischen Winterspielen

### Olympische Spiele
- 1992 Albertville: 7. Platz Staffel, 30. Platz 10 km Verfolgung Freistil, 34. Platz 5 km klassisch
- 1998 Nagano: 8. Platz Staffel, 25. Platz 15 km klassisch, 28. Platz 10 km Verfolgung Freistil, 36. Platz 5 km klassisch, 45. Platz 30 km Freistil

### Nordische Skiweltmeisterschaften
- 1997 Trondheim: 9. Platz Staffel, 32. Platz 10 km Verfolgung Freistil, 33. Platz 15 km Freistil, 52. Platz 5 km klassisch